# Цао Мао
Ца́о Ма́о (спрощ.: 曹髦; піньїнь: Cáo Máo; 241—260) — четвертий китайський імператор з династії Вей періоду Саньґо.

## Життєпис
Був сином Цао Ліня, сина засновника царства Вей Цао Пі.
Прийшов до влади 254 року, коли регент Сима Ші змусив Цао Фана зректись престолу. Спочатку Сима Ші збирався звести на трон Пенченського князя Цао Цзюя, брата Цао Пі, але до справи втрутилась імператриця-вдова Го (мачуха Цао Фана), яка зазначила, що оскільки Цао Цзюй є дядьком її покійного чоловіка, то в разі його сходження на трон Цао Жуй залишиться без реального спадкоємця. Симі Ші довелось погодитись на те, щоб імператором став Цао Мао. 13-річний Цао Мао своєю скромністю швидко завоював народну симпатію.
255 року було придушено повстання під проводом генералів Гуаньцю Цзяня й Вень Ціня. Невдовзі Сима Ші помер від хвороби, й 14-річний Цао Мао спробував отримати реальну владу. Проте Сима Чжао, син Сими Ші, всупереч імператорському наказу прибув до Лояна та продовжив справу батька — став регентом при малолітньому імператорі.
257 року спалахнуло чергове повстання під проводом Чжуге Даня, який заручився підтримкою держави У. Втім і те повстання було придушено.
260 Цао Мао вдався до останньої спроби вирвати владу з рук клану Сима, втім його союзники зрадили свого імператора. В результаті сутички між імператорською вартою на чолі з самим володарем й охороною Сима Чжао Цао Мао був убитий.
Цао Мао був похований із почестями, належними ґуну, хоча Сима Чжао спочатку наполягав на тому, щоб імператора поховали як простолюдина.

## Девізи правління
- Чжен-юань (正元) 254—256
- Ганьлу (甘露) 256—260